# Nika Amashukeli
Nika Amashukeli (en géorgien : ნიკა ამაშუკელი), né le 18 septembre 1994 à Tbilissi (Géorgie), est un arbitre international de rugby à XV.

## Biographie
Nika Amashukeli est né en 1994 à Tbilissi.
À onze ans, il rejoint le Rugby Club Jiki où il joue comme centre. Cependant, il est contraint de prendre sa retraite à seulement 20 ans en raison de blessures au genou.
Amashukeli dit s'être inspiré pour devenir arbitre en regardant Wayne Barnes arbitrer le match de la Géorgie contre l'Irlande lors de la Coupe du monde 2007.
En 2013, la fédération géorgienne entame une relation avec la fédération irlandaise, afin d'envoyer des Géorgiens arbitrer dans la All-Ireland League et des officiels irlandais envoyés en Géorgie. Amashukeli était l'un des principaux bénéficiaires de ce programme.
Depuis 2013, il est nommé sept fois meilleur arbitre géorgien.
À l'occasion d'un match de championnat géorgien en 2016, opposant le RC Armia au RC Batoumi, il est blessé à la jambe par un coup de couteau d'un supporter.

## Carrière internationale
Nika Amashukeli fait ses débuts en tant qu'arbitre international lors de la rencontre entre le Monténégro et l'Estonie en 2015. 
En 2020, il a officié en tant qu'adjoint aux côtés de Wayne Barnes lors de la Coupe d'automne des nations.
Il a fait ses débuts au niveau 1 lors des tests internationaux de juillet 2021 lorsqu’il a pris en charge le match entre le pays de Galles et le Canada, faisant de lui le premier Géorgien à atteindre le plus haut niveau du rugby international. Il termine ensuite l'année 2021 en arbitrant la victoire de l'Irlande contre le Japon en novembre. 
En 2023, il est désigné pour arbitrer le match France-Écosse le 20 février, dans le cadre du Tournoi des Six Nations. De ce fait il devient le premier arbitre n'appartenant pas aux équipes majeures à arbitrer dans le Tournoi des Six Nations. 
Lors de la Coupe du monde 2023, il officie en tant qu'arbitre central lors des matchs Irlande - Roumanie, Angleterre - Japon et Australie - Portugal en phase de poules.